# دیزی بتس
دیزی بتس (انگلیسی: Daisy Betts؛ زادهٔ ۱ فوریهٔ ۱۹۸۲) یک هنرپیشه اهل استرالیا است. وی از سال ۲۰۰۶ میلادی تاکنون مشغول فعالیت بوده‌است. 
از فیلم‌ها یا برنامه‌های تلویزیونی که وی در آن نقش داشته است می‌توان به پرستاران، شاتر و کسل اشاره کرد.